# Rakovec (priimek)
Rakovec je priimek več oseb:
- Andreja Rakovec, umentostna zgodovinarka
- Anton Rakovec (*1938), gospodarstvenik, strojnik
- Bernarda Rakovec (>>Bernarda Jeklin)
- Boštjan Rakovec (plemeniti Raigersfeld) (1655—1732), prejemniški uradnik za Kranjsko, prejel dedno plemstvo za zasluge
- Branko Rakovec, diplomat, veleposlanik v Rusiji
- Engelbert Rakovec (1873—1961), rimskokatoliški duhovnik in jezikoslovec
- Franc Benjamin Maksimilijan Rakovec (pl. Raigersfeld) (1733—1802), vojak (major grenadirjev)
- Franc Borgia Rakovec (pl. Raigersfeld) (1736—1800), škof
- Franc Henrik Rakovec (pl. Raigersfeld) (1697—1760), višji državni uradnik, podjetnik, baron
- Ivan Rakovec (1899—1985), geolog in paleontolog, univ. profesor, akademik
- Janez Rakovec (1949—2008), matematik (topolog)
- Janez Lotar Rakovec (pl. Raigersfeld) (1729—1758), pravnik
- Janez Luka Rakovec (pl. Raigersfeld) (1735—1817), diplomat
- John Jeffrey Raigersfeld (Rakovec) (1780—1844), kontraadmiral angleške vojne mornarice
- Jože Rakovec (*1946), meteorolog, univ. profesor
- Karel Rakovec (1917—1988), pesnik, esejist in prevajalec
- Ladislav Rakovec (1915—1996), operni pevec
- Lovro Rakovec (1832—1903), rimskokatoliški duhovnik in publicist
- Lučka Rakovec (*2001), športna plezalka
- Marko Rakovec, mednarodni pravnik, diplomat
- Matjaž Rakovec (*1964), ekonomist, zavarovalničar, športni delavec (hokej), 2018 Župan Mestne občine Kranj[1]
- Mihael Janez Nepomuk Gottlieb Rakovec (pl. Raigersfeld) (1744—1783), večkratni deželni svetnik
- Nina Rakovec (*1987), igralka
- Pavel Rakovec, grafični oblikovalec
- Pavle Rakovec - Rači (*1943), gledališki igralec
- Peter Rakovec (*1943), zdravnik kardiolog, prof. MF
- Rajko Rakovec (1917—1977), zoolog, veterinar parazitolog
- Rudi (Rudolf) Rakovec (1890—1967), entomolog
- Slava Rakovec (Lipoglavšek) (1912—2002), geografinja, kulturna in turistična delavka
- Slavko Rakovec (1906—1992), zdravnik urolog, prof. MF
- Slavko Rakovec (*1935), zdravnik kirurg
- Uroš Rakovec (*1972), kitarist, mandol(in)ist, skladatelj filmske... glasbe
- Vida (Rusjan) Rakovec (1920—2013), biologinja
- Zlatka Rakovec Felser, klinična psihologinja, pisateljica/zgodov. publicistka?